# Friedrich Karl Böttcher
Friedrich Karl Böttcher (* 13. Juli 1910 in Elberfeld; † 23. Juli 2005) war ein deutscher Biologe, Imker und Leiter der Bayerischen Landesanstalt für Bienenzucht.

## Leben
Böttcher wurde als Sohn eines Taubstummenlehrers und Imkers in Wuppertal-Elberfeld geboren. Er studierte Biologie in Jena, München und Göttingen und promovierte dann 1934 über Untersuchungen über den Einfluß einiger chemischer Hederichbekämpfungsmittel auf die Biene bei Enoch Zander an der Universität Erlangen. Er war als Nachfolger Zanders seit 1948 Leiter der Bayerischen Landesanstalt für Bienenzucht in Erlangen. Böttcher verfasste zahlreiche Schriften zur Bienenkunde und beschäftigte sich auch mit der Gefährdung der Bienen durch den Pflanzenschutz und dem Hochzeitsflug der Honigbiene. Böttcher trat 1975 in den Ruhestand.

## Veröffentlichungen
- Friedrich Karl Böttcher: Bienenzucht als Erwerb – Ein Handbuch für den wirtschaftlich arbeitenden Imker. Diverse Auflagen, Ehrenwirth.
- Enoch Zander und Friedrich K. Böttcher: Handbuch der Bienenkunde. Haltung und Zucht der Biene. Diverse Auflagen, Ulmer Verlag.
- Enoch Zander und Friedrich K. Böttcher: Krankheiten der Biene. 1982, Ulmer Verlag. ISBN 3800174138.